# Level 5 Motorsports
Level 5 Motorsports – amerykański zespół wyścigowy, założony w 2006 roku przez amerykańskiego kierowcę wyścigowego Scotta Tucker. Obecnie zespół startuje w United SportsCar Championship oraz w Ferrari Challenge. W przeszłości ekipa pojawiała się także w stawce 24-godzinnego wyścigu Le Mans, American Le Mans Series, Le Mans Series, Intercontinental Le Mans Cup, Grand-Am Sports Car Series, 24 Hours of Daytona, 12 Hours of Sebring, Petit Le Mans, Rolex Sports Car Series, Koni Challenge Series oraz IMSA GT3 Cup Challenge.

## Sukcesy zespołu
- American Le Mans Series

2010 - LMPC (Scott Tucker)
2011 - LMP2 (Scott Tucker, Christophe Bouchut)
2012 - LMP2 (Scott Tucker, Christophe Bouchut)
2013 - LMP2 (Marino Franchitti)